# Simon Lambert (hockey sur glace)
Pour les articles homonymes, voir Lambert.
Simon Lambert (né le 29 juillet 1983 à Sainte-Thérèse, dans la province de Québec au Canada) est un joueur professionnel canadien de hockey sur glace.

## Carrière de joueur
Après trois saisons dans les rangs universitaires américain, il devint joueur professionnel en terminant la saison 2007-2008 avec les Salmon Kings de Victoria de l'ECHL. Il se joignit la saison suivante aux Blazers d'Oklahoma City avec lesquels il récolta 43 points en 62 parties, un sommet en carrière.
Au début de la saison 2009-2010, il évolue avec les Édimbourg Capitals en Écosse. Il met un terme à sa carrière au terme de la saison 2011-2012, après une ultime étape à Chamonix, dans la Ligue Magnus.

## Statistiques de carrière
| Saison    | Équipe                                         | Ligue        |    | Saison régulière | Saison régulière | Saison régulière | Saison régulière | Saison régulière |   | Séries éliminatoires | Séries éliminatoires | Séries éliminatoires | Séries éliminatoires | Séries éliminatoires |
| Saison    | Équipe                                         | Ligue        | PJ | B                | A                | Pts              | Pun              | PJ               | B | A                    | Pts                  | Pun                  |                      |                      |
| 2005-2006 | Tigers de la Rochester Institute of Technology | NCAA         | 28 | 16               | 18               | 34               | 38               | -                | - | -                    | -                    | -                    |                      |                      |
| 2006-2007 | Tigers de la Rochester Institute of Technology | NCAA         | 34 | 17               | 26               | 43               | 37               | -                | - | -                    | -                    | -                    |                      |                      |
| 2007-2008 | Tigers de la Rochester Institute of Technology | NCAA         | 37 | 21               | 30               | 51               | 40               | -                | - | -                    | -                    | -                    |                      |                      |
| 2007-2008 | Salmon Kings de Victoria                       | ECHL         | 6  | 0                | 3                | 3                | 2                | -                | - | -                    | -                    | -                    |                      |                      |
| 2008-2009 | Blazers d'Oklahoma City                        | LCH          | 62 | 20               | 23               | 43               | 68               | 6                | 1 | 1                    | 2                    | 2                    |                      |                      |
| 2009-2010 | Édimbourg Capitals                             | EIHL         | 56 | 31               | 47               | 78               | 44               | -                | - | -                    | -                    | -                    |                      |                      |
| 2010-2011 | Olofström IK                                   | Division 1   | 17 | 4                | 5                | 9                | 6                | -                | - | -                    | -                    | -                    |                      |                      |
| 2010-2011 | Belfast Giants                                 | EIHL         | 33 | 15               | 27               | 42               | 18               | 3                | 0 | 0                    | 0                    | 2                    |                      |                      |
| 2011-2012 | Chamonix                                       | Ligue Magnus | 19 | 4                | 11               | 15               | 14               | 8                | 1 | 2                    | 3                    | 6                    |                      |                      |